# استارهاب
استارهاب (به انگلیسی: StarHub) شرکت مخابراتی سنگاپوری است، که در زمینه ارائه خدمات شبکه تلفن همراه، دسترسی به اینترنت، سرویس‌های تلویزیون کابلی، تلویزیون دیجیتال و تلویزیون پروتکل اینترنت فعالیت می‌کند.
شرکت استارهاب در سال ۱۹۹۸ با مشارکت شرکت‌های سنگاپور پاور، نیپون تلگراف اند تلفن و بی‌تی گروپ تأسیس شد.
دفتر مرکزی این شرکت در شهر سنگاپور قرار دارد و بخشی از سهام آن در بازار بورس سنگاپور معامله می‌شود.